# Ноєнкірх
Ноєнкірх (нім. Neuenkirch) — громада  в Швейцарії в кантоні Люцерн, виборчий округ Зурзее.

## Географія
Громада розташована на відстані близько 60 км на схід від Берна, 10 км на північний захід від Люцерна.
Ноєнкірх має площу 25,5 км², з яких на 11,1% дозволяється будівництво (житлове та будівництво доріг), 68,7% використовуються в сільськогосподарських цілях, 19,9% зайнято лісами, 0,4% не є продуктивними (річки, льодовики або гори).

## Демографія
2019 року в громаді мешкало 7163 особи (+17,1% порівняно з 2010 роком), іноземців було 10,8%. Густота населення становила 281 осіб/км².
За віковим діапазоном населення розподілялося таким чином: 23% — особи молодші 20 років, 62,7% — особи у віці 20—64 років, 14,3% — особи у віці 65 років та старші. Було 2791 помешкань (у середньому 2,5 особи в помешканні).
Із загальної кількості 2621 працюючого 359 було зайнятих в первинному секторі, 804 — в обробній промисловості, 1458 — в галузі послуг.